# Saskatoon Silverspring (circonscription saskatchewanaise)
Pour les articles homonymes, voir Saskatoon (homonymie) et Silverspring.
Circonscription électorale provinciale du Canada
Saskatoon Silverspring est une circonscription provinciale de la Saskatchewan représentée à l'Assemblée législative de la Saskatchewan depuis 2024.

## Géographie
En 2024, la circonscription représente une partie centre-est de la ville de Saskatoon.

## Liste des députés
| Législature                                                                                                | Années | Député | Député | Parti |
| Saskatoon Silverspring Circonscription issue de Saskatoon Silverspring-Sutherland et Saskatoon Willowgrove | Saskatoon Silverspring Circonscription issue de Saskatoon Silverspring-Sutherland et Saskatoon Willowgrove | Saskatoon Silverspring Circonscription issue de Saskatoon Silverspring-Sutherland et Saskatoon Willowgrove | Saskatoon Silverspring Circonscription issue de Saskatoon Silverspring-Sutherland et Saskatoon Willowgrove | Saskatoon Silverspring Circonscription issue de Saskatoon Silverspring-Sutherland et Saskatoon Willowgrove |
| --- | --- | --- | --- | --- |
| 30e | 2024–en cours                                                                                              | | Hugh Gordon (en)                                                                                           | Néo-démocrate                                                                                              |